# Olympische Sommerspiele 2012/Teilnehmer (Schweiz)
| Gelbes Symbol für Goldmedaillen mit stilisierten Olympischen Ringen | Graues Symbol für Silbermedaillen mit stilisierten Olympischen Ringen | Braundes Symbol für Bronzemedaillen mit stilisierten Olympischen Ringen |
| ------------------------------------------------------------------- | --------------------------------------------------------------------- | ----------------------------------------------------------------------- |
| 2                                                                   | 2                                                                     | —                                                                       |

Die Schweiz nahm in London an den Olympischen Spielen 2012 teil. Es war die insgesamt 27. Teilnahme an Olympischen Sommerspielen. Swiss Olympic nominierte 102 Athleten in 20 Sportarten (Stand: 10. Juli). Bei der Eröffnungsfeier führte der Tennisspieler Stanislas Wawrinka die Schweizer Delegation als Fahnenträger an. Wawrinka trat zusammen mit Roger Federer in der Doppelkonkurrenz des Tenniswettbewerbs zur Titelverteidigung an; die beiden gewannen 2008 in Peking Gold.

## Medaillengewinner

### Gold
| Name          | Sportart  | Wettkampf           |
| ------------- | --------- | ------------------- |
| Nicola Spirig | Triathlon | Triathlon Frauen    |
| Steve Guerdat | Reiten    | Springreiten Einzel |

### Silber
| Name          | Sportart | Wettkampf           |
| ------------- | -------- | ------------------- |
| Roger Federer | Tennis   | Männer Einzel       |
| Nino Schurter | Radsport | Mountainbike Männer |

## Teilnehmer nach Sportarten

### Badminton
| Athleten       | Wettbewerb | Gruppenphase | Gruppenphase | Achtelfinal   | Achtelfinal   | Viertelfinal  | Viertelfinal  | Halbfinal     | Halbfinal     | Final         | Final         | Rang          |
| Athleten       | Wettbewerb | Punkte       | Rang         | Gegner        | Ergebnis      | Gegner        | Ergebnis      | Gegner        | Ergebnis      | Gegner        | Ergebnis      | Rang          |
| -------------- | ---------- | ------------ | ------------ | ------------- | ------------- | ------------- | ------------- | ------------- | ------------- | ------------- | ------------- | ------------- |
| Frauen         |            |              |              |               |               |               |               |               |               |               |               |               |
| Sabrina Jaquet | Einzel     | 45:84        | 3            | ausgeschieden | ausgeschieden | ausgeschieden | ausgeschieden | ausgeschieden | ausgeschieden | ausgeschieden | ausgeschieden | ausgeschieden |

### Beachvolleyball
| Athleten                               | Gruppenphase                                                      | Gruppenphase                                                           | Gruppenphase | Gruppenphase | Achtelfinal            | Achtelfinal        | Viertelfinal  | Viertelfinal  | Halbfinal     | Halbfinal     | Final         | Final         | Rang |
| Athleten                               | Gegner                                                            | Ergebnis                                                               | Punkte       | Rang         | Gegner                 | Ergebnis           | Gegner        | Ergebnis      | Gegner        | Ergebnis      | Gegner        | Ergebnis      | Rang |
| -------------------------------------- | ----------------------------------------------------------------- | ---------------------------------------------------------------------- | ------------ | ------------ | ---------------------- | ------------------ | ------------- | ------------- | ------------- | ------------- | ------------- | ------------- | ---- |
| Frauen                                 |                                                                   |                                                                        |              |              |                        |                    |               |               |               |               |               |               |      |
| Simone Kuhn Nadine Zumkehr             | V. Arvaniti/M. Tsiartsiani Zhang X./Xue C. A. Wassina/A. Wosakowa | 2:0 (21:13, 21:19) 1:2 (18:21, 21:16, 8:15) 1:2 (17:21, 21:19, 9:15)   | 4            | 3            | A. Ross J. Kessy       | 0:2 (15:21, 19:21) | ausgeschieden | ausgeschieden | ausgeschieden | ausgeschieden | ausgeschieden | ausgeschieden | 9    |
| Männer                                 |                                                                   |                                                                        |              |              |                        |                    |               |               |               |               |               |               |      |
| Patrick Heuscher Jefferson Bellaguarda | P. Nicolai/D. Lupo E. Rego/A. Cerutti C. Doppler/A. Horst         | 0:2 (19:21, 18:21) 0:2 (17:21, 12:21) 2:0 (24:22, 21:12)               | 4            | 2            | R. Nummerdor R. Schuil | 0:2 (20:22, 15:21) | ausgeschieden | ausgeschieden | ausgeschieden | ausgeschieden | ausgeschieden | ausgeschieden | 9    |
| Sascha Heyer Sébastien Chevallier      | Wu P./Xu L. S. Prokopjew/K. Semjonow J. Brink/J. Reckermann       | 2:1 (18:21, 21:16, 15:12) 2:1 (28:26, 18:21, 15:13) 0:2 (14:21, 16:21) | 5            | 2            | G. Fialek M. Prudel    | 0:2 (18:21, 17:21) | ausgeschieden | ausgeschieden | ausgeschieden | ausgeschieden | ausgeschieden | ausgeschieden | 9    |

### Bogenschiessen
| Athleten        | Wettbewerb | Qualifikation | Qualifikation | 1. Runde    | 1. Runde | 2. Runde      | 2. Runde      | Achtelfinal   | Achtelfinal   | Viertelfinal  | Viertelfinal  | Halbfinal     | Halbfinal     | Final         | Final         | Rang          |
| Athleten        | Wettbewerb | Ringe         | Rang          | Gegner      | Ergebnis | Gegner        | Ergebnis      | Gegner        | Ergebnis      | Gegner        | Ergebnis      | Gegner        | Ergebnis      | Gegner        | Ergebnis      | Rang          |
| --------------- | ---------- | ------------- | ------------- | ----------- | -------- | ------------- | ------------- | ------------- | ------------- | ------------- | ------------- | ------------- | ------------- | ------------- | ------------- | ------------- |
| Frauen          |            |               |               |             |          |               |               |               |               |               |               |               |               |               |               |               |
| Nathalie Dielen | Einzel     | 528           | 62            | Ya-Ting Tan | 4:6      | ausgeschieden | ausgeschieden | ausgeschieden | ausgeschieden | ausgeschieden | ausgeschieden | ausgeschieden | ausgeschieden | ausgeschieden | ausgeschieden | ausgeschieden |
| Männer          |            |               |               |             |          |               |               |               |               |               |               |               |               |               |               |               |
| Axel Müller     | Einzel     | 633           | 62            | Oh Jin-hyuk | 0:6      | ausgeschieden | ausgeschieden | ausgeschieden | ausgeschieden | ausgeschieden | ausgeschieden | ausgeschieden | ausgeschieden | ausgeschieden | ausgeschieden | ausgeschieden |

### Fechten
| Athleten         | Wettbewerb   | 1. Runde | 1. Runde | 2. Runde            | 2. Runde | Achtelfinal   | Achtelfinal | Viertelfinal  | Viertelfinal  | Halbfinal     | Halbfinal     | Final         | Final         | Rang          |
| Athleten         | Wettbewerb   | Gegner   | Ergebnis | Gegner              | Ergebnis | Gegner        | Ergebnis    | Gegner        | Ergebnis      | Gegner        | Ergebnis      | Gegner        | Ergebnis      | Rang          |
| ---------------- | ------------ | -------- | -------- | ------------------- | -------- | ------------- | ----------- | ------------- | ------------- | ------------- | ------------- | ------------- | ------------- | ------------- |
| Frauen           |              |          |          |                     |          |               |             |               |               |               |               |               |               |               |
| Tiffany Géroudet | Degen Einzel | –        | Freilos  | Magdalena Piekarska | 15:14    | Sun Yujie     | 10:15       | ausgeschieden | ausgeschieden | ausgeschieden | ausgeschieden | ausgeschieden | ausgeschieden | ausgeschieden |
| Männer           |              |          |          |                     |          |               |             |               |               |               |               |               |               |               |
| Max Heinzer      | Degen Einzel | –        | –        | Paris Inostroza     | 15:2     | Rubén Limardo | 11:15       | ausgeschieden | ausgeschieden | ausgeschieden | ausgeschieden | ausgeschieden | ausgeschieden | ausgeschieden |
| Fabian Kauter    | Degen Einzel | –        | –        | –                   | Freilos  | Yannick Borel | 11:15       | ausgeschieden | ausgeschieden | ausgeschieden | ausgeschieden | ausgeschieden | ausgeschieden | ausgeschieden |

### Fussball
| Wettbewerb   | Männer |
| ------------ | --- |
| Athleten     | Amir Abrashi François Affolter Diego Benaglio Oliver Buff Fabio Daprelà Josip Drmić Innocent Emeghara Fabian Frei Xavier Hochstrasser Pajtim Kasami Timm Klose Admir Mehmedi Michel Morganella Ricardo Rodríguez Fabian Schär Benjamin Siegrist Alain Wiss Steven Zuber |
| Trainer      | Pierluigi Tami |
| Gruppenphase | Gabun 1:1 (1:1) Südkorea 1:2 (0:0) Mexiko 0:1 (0:0) |

### Judo
| Athleten           | Wettbewerb       | 1. Runde Round of 64 | 1. Runde Round of 64 | 2. Runde Round of 32 | 2. Runde Round of 32 | Achtelfinal Round of 16 | Achtelfinal Round of 16 | Viertelfinal Quarter Final | Viertelfinal Quarter Final | Hoffnungsrunde Halbfinal Repechage | Hoffnungsrunde Halbfinal Repechage | Halbfinal     | Halbfinal     | Hoffnungsrunde Final Bronze Medal | Hoffnungsrunde Final Bronze Medal | Final         | Final         | Rang          |
| Athleten           | Wettbewerb       | Gegner               | Ergebnis             | Gegner               | Ergebnis             | Gegner                  | Ergebnis                | Gegner                     | Ergebnis                   | Gegner                             | Ergebnis                           | Gegner        | Ergebnis      | Gegner                            | Ergebnis                          | Gegner        | Ergebnis      | Rang          |
| ------------------ | ---------------- | -------------------- | -------------------- | -------------------- | -------------------- | ----------------------- | ----------------------- | -------------------------- | -------------------------- | ---------------------------------- | ---------------------------------- | ------------- | ------------- | --------------------------------- | --------------------------------- | ------------- | ------------- | ------------- |
| Frauen             |                  |                      |                      |                      |                      |                         |                         |                            |                            |                                    |                                    |               |               |                                   |                                   |               |               |               |
| Juliane Robra      | Klasse bis 70 kg | -                    | -                    | -                    | -                    | Hwang Ye-sul            | 001 – 002               | ausgeschieden              | ausgeschieden              | ausgeschieden                      | ausgeschieden                      | ausgeschieden | ausgeschieden | ausgeschieden                     | ausgeschieden                     | ausgeschieden | ausgeschieden | ausgeschieden |
| Männer             |                  |                      |                      |                      |                      |                         |                         |                            |                            |                                    |                                    |               |               |                                   |                                   |               |               |               |
| Ludovic Chammartin | Klasse bis 60 kg | -                    | -                    | Gwang-Hyeon Choi     | 000 - 001            | ausgeschieden           | ausgeschieden           | ausgeschieden              | ausgeschieden              | ausgeschieden                      | ausgeschieden                      | ausgeschieden | ausgeschieden | ausgeschieden                     | ausgeschieden                     | ausgeschieden | ausgeschieden | ausgeschieden |

### Kanu

#### Kanuslalom
| Athleten      | Wettbewerb | Vorlauf  | Vorlauf | Halbfinal     | Halbfinal     | Final         | Final         | Rang |
| Athleten      | Wettbewerb | Zeit     | Rang    | Zeit          | Rang          | Zeit          | Rang          | Rang |
| ------------- | ---------- | -------- | ------- | ------------- | ------------- | ------------- | ------------- | ---- |
| Frauen        |            |          |         |               |               |               |               |      |
| Elise Chabbey | K-1        | 126,46 s | 20      | ausgeschieden | ausgeschieden | ausgeschieden | ausgeschieden | 20   |
| Männer        |            |          |         |               |               |               |               |      |
| Michael Kurt  | K-1        | 88,14 s  | 6       | 147,5 s       | 13            | ausgeschieden | ausgeschieden | 13   |

### Leichtathletik

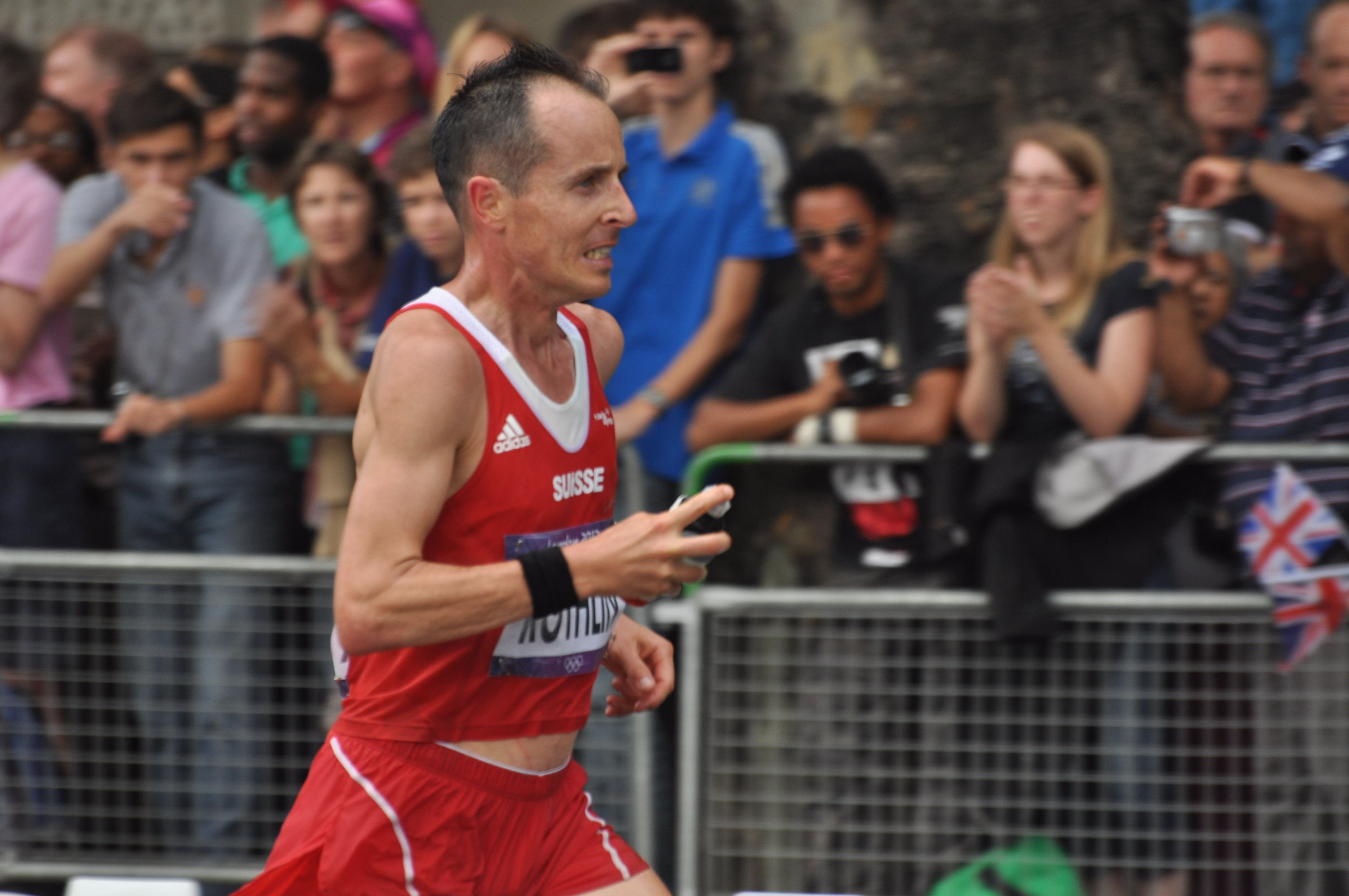
Viktor Röthlin (2012)

Laufen und Gehen
| Athleten                                                     | Wettbewerb        | Vorlauf                          | Vorlauf                          | Halbfinal                        | Halbfinal                        | Final                            | Final                            | Rang                             |
| Athleten                                                     | Wettbewerb        | Zeit                             | Rang                             | Zeit                             | Rang                             | Zeit                             | Rang                             | Rang                             |
| ------------------------------------------------------------ | ----------------- | -------------------------------- | -------------------------------- | -------------------------------- | -------------------------------- | -------------------------------- | -------------------------------- | -------------------------------- |
| Frauen                                                       |                   |                                  |                                  |                                  |                                  |                                  |                                  |                                  |
| Michelle Cueni Mujinga Kambundji Ellen Sprunger Léa Sprunger | 4 × 100-m-Staffel | 43,54 s                          | 7                                | –                                | –                                | ausgeschieden                    | ausgeschieden                    | 13                               |
| Maja Neuenschwander                                          | Marathon          | –                                | –                                | –                                | –                                | 2:34,50 min                      | 52                               | 52                               |
| Léa Sprunger                                                 | 200 m             | 23,27 s                          | 4                                | ausgeschieden                    | ausgeschieden                    | ausgeschieden                    | ausgeschieden                    | 30                               |
| Noemi Zbären                                                 | 100 m Hürden      | 13,33 s                          | 27                               | ausgeschieden                    | ausgeschieden                    | ausgeschieden                    | ausgeschieden                    | ausgeschieden                    |
| Männer                                                       |                   |                                  |                                  |                                  |                                  |                                  |                                  |                                  |
| Kariem Hussein                                               | 400 m Hürden      | wegen Verletzung nicht gestartet | wegen Verletzung nicht gestartet | wegen Verletzung nicht gestartet | wegen Verletzung nicht gestartet | wegen Verletzung nicht gestartet | wegen Verletzung nicht gestartet | wegen Verletzung nicht gestartet |
| Viktor Röthlin                                               | Marathon          | –                                | –                                | –                                | –                                | 2:12,48 min                      | 11                               | 11                               |
| Reto Amaru Schenkel                                          | 200 m             | 20,98 s                          | 7                                | ausgeschieden                    | ausgeschieden                    | ausgeschieden                    | ausgeschieden                    | 41                               |
| Alex Wilson                                                  | 200 m             | 20,57 s                          | 4                                | 20,85 s                          | 7                                | ausgeschieden                    | ausgeschieden                    | 21                               |

Springen und Werfen
| Athleten       | Wettbewerb     | Qualifikation | Qualifikation | Final         | Final         | Rang |
| Athleten       | Wettbewerb     | Weite/Höhe    | Rang          | Weite/Höhe    | Rang          | Rang |
| -------------- | -------------- | ------------- | ------------- | ------------- | ------------- | ---- |
| Frauen         |                |               |               |               |               |      |
| Nicole Büchler | Stabhochsprung | 4,25 m        | 25            | ausgeschieden | ausgeschieden | 25   |
| Irene Pusterla | Weitsprung     | 6,20 m        | 25            | ausgeschieden | ausgeschieden | 25   |

Mehrkampf
| Athletinnen        | 100 m Hürden | 100 m Hürden | Hochsprung | Hochsprung | Kugelstossen | Kugelstossen | 200 m   | 200 m  | Weitsprung | Weitsprung | Speerwurf | Speerwurf | 800 m       | 800 m  | Punkte | Rang |
| Athletinnen        | Zeit         | Punkte       | Höhe       | Punkte     | Weite        | Punkte       | Zeit    | Punkte | Weite      | Punkte     | Weite     | Punkte    | Zeit        | Punkte | Punkte | Rang |
| ------------------ | ------------ | ------------ | ---------- | ---------- | ------------ | ------------ | ------- | ------ | ---------- | ---------- | --------- | --------- | ----------- | ------ | ------ | ---- |
| Siebenkampf Frauen |              |              |            |            |              |              |         |        |            |            |           |           |             |        |        |      |
| Ellen Sprunger     | 13,35 s      | 1072         | 1,72 m     | 867        | 12,62 m      | 702          | 23,53 s | 1020   | 5,88 m     | 813        | 45,63 s   | 776       | 2:17,54 min | 857    | 6107   | 19   |

### Radsport

#### BMX
| Athleten           | Wettbewerb | Qualifikation | Qualifikation | Viertelfinal | Viertelfinal | Halbfinal | Halbfinal | Final         | Final         | Rang |
| Athleten           | Wettbewerb | Zeit          | Rang          | Punkte       | Rang         | Punkte    | Rang      | Punkte        | Rang          | Rang |
| ------------------ | ---------- | ------------- | ------------- | ------------ | ------------ | --------- | --------- | ------------- | ------------- | ---- |
| Männer             |            |               |               |              |              |           |           |               |               |      |
| Roger Rinderknecht | Race       | 39,618 s      | 23            | 18           | 4            | 19        | 7         | ausgeschieden | ausgeschieden | 14   |

#### Mountainbike

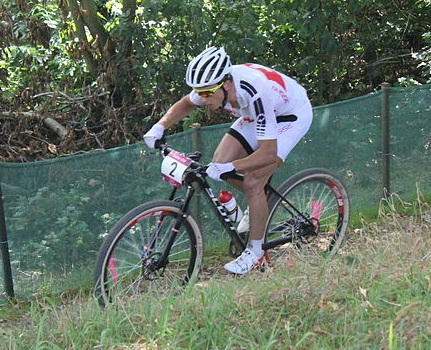
Nino Schurter (2012)

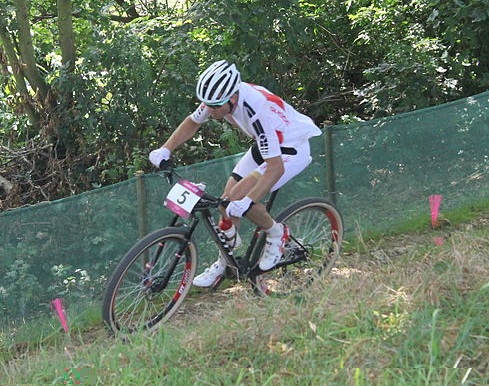
Florian Vogel (2012)

| Athleten       | Wettbewerb    | Zeit        | Rang   |
| -------------- | ------------- | ----------- | ------ |
| Frauen         |               |             |        |
| Katrin Leumann | Cross-Country | 1:38,23 min | 19     |
| Esther Süss    | Cross-Country | 1:32,46 min | 5      |
| Männer         |               |             |        |
| Ralph Näf      | Cross-Country | 1:32,58 min | 18     |
| Nino Schurter  | Cross-Country | 1:29,08 min | Silber |
| Florian Vogel  | Cross-Country | 1:34,36 min | 25     |

#### Strasse
| Athleten          | Wettbewerb       | Zeit         | Rang |
| ----------------- | ---------------- | ------------ | ---- |
| Männer            |                  |              |      |
| Michael Albasini  | Strassenrennen   | 5:46:47 h    | 96   |
| Fabian Cancellara | Strassenrennen   | 5:51:40 h    | 106  |
| Martin Elmiger    | Strassenrennen   | 5:46:37 h    | 57   |
| Grégory Rast      | Strassenrennen   | 5:46:05 h    | 8    |
| Michael Schär     | Strassenrennen   | 5:46:37 h    | 87   |
| Fabian Cancellara | Einzelzeitfahren | 52:52,71 min | 7    |
| Michael Albasini  | Einzelzeitfahren | 56:38,38 min | 30   |

### Reiten
| Athleten                                               | Wettbewerb | 1. Qualifikationsrunde | 2. Qualifikationsrunde | 3. Qualifikationsrunde | 1. Finalrunde | 2. Finalrunde | Rang |
| ------------------------------------------------------ | ---------- | ---------------------- | ---------------------- | ---------------------- | ------------- | ------------- | ---- |
| Springreiten                                           |            |                        |                        |                        |               |               |      |
| Paul Estermann                                         | Einzel     | 0                      | 0                      | 8                      | 5             | 10            | 17   |
| Steve Guerdat                                          | Einzel     | 0                      | 4                      | 8                      | 0             | 0             | Gold |
| Werner Muff                                            | Einzel     | 0                      | 4                      | 16                     | -             | -             | 33   |
| Pius Schwizer                                          | Einzel     | 8                      | 8                      | 8                      | 1             | 9             | 12   |
| Paul Estermann Steve Guerdat Werner Muff Pius Schwizer | Mannschaft | 8                      | -                      | -                      | 4             | 16            | 4    |

### Ringen
Griechisch-römischer Stil
| Athleten       | Wettbewerb       | 1. Runde | 1. Runde | Achtelfinal        | Achtelfinal    | Viertelfinal  | Viertelfinal  | Halbfinal     | Halbfinal     | Hoffnungsrunde Viertelfinal | Hoffnungsrunde Viertelfinal | Hoffnungsrunde Halbfinal | Hoffnungsrunde Halbfinal | Hoffnungsrunde Final | Hoffnungsrunde Final | Final         | Final         | Rang |
| Athleten       | Wettbewerb       | Gegner   | Ergebnis | Gegner             | Ergebnis       | Gegner        | Ergebnis      | Gegner        | Ergebnis      | Gegner                      | Ergebnis                    | Gegner                   | Ergebnis                 | Gegner               | Ergebnis             | Gegner        | Ergebnis      | Rang |
| -------------- | ---------------- | -------- | -------- | ------------------ | -------------- | ------------- | ------------- | ------------- | ------------- | --------------------------- | --------------------------- | ------------------------ | ------------------------ | -------------------- | -------------------- | ------------- | ------------- | ---- |
| Männer         |                  |          |          |                    |                |               |               |               |               |                             |                             |                          |                          |                      |                      |               |               |      |
| Pascal Strebel | Klasse bis 66 kg |          |          | Manuchar Tschadaia | 1:3 (0:2, 1:5) | ausgeschieden | ausgeschieden | ausgeschieden | ausgeschieden | ausgeschieden               | ausgeschieden               | ausgeschieden            | ausgeschieden            | ausgeschieden        | ausgeschieden        | ausgeschieden | ausgeschieden |      |

### Rudern
| Athleten                                                         | Wettbewerb            | Vorlauf     | Vorlauf | Hoffnungslauf | Hoffnungslauf | Viertelfinal | Viertelfinal | Halbfinal   | Halbfinal | Final       | Final | Rang |
| Athleten                                                         | Wettbewerb            | Zeit        | Rang    | Zeit          | Rang          | Zeit         | Rang         | Zeit        | Rang      | Zeit        | Rang  | Rang |
| ---------------------------------------------------------------- | --------------------- | ----------- | ------- | ------------- | ------------- | ------------ | ------------ | ----------- | --------- | ----------- | ----- | ---- |
| Männer                                                           |                       |             |         |               |               |              |              |             |           |             |       |      |
| Augustin Maillefer Nico Stahlberg Florian Stofer André Vonarburg | Doppelvierer          | 5:45,13 min | 4       | 5:44,90 min   | 3             | –            | –            | 6:19,64 min | 6         | 6:04,37 min | 6     | 12   |
| Mario Gyr Simon Niepmann Simon Schürch Lucas Tramèr              | Leichtgewichts-Vierer | 5:53,56 min | 1       | –             | –             | –            | –            | 6:00,97 min | 2         | 6:09,30 min | 5     | 5    |

### Schiessen
| Athleten         | Wettbewerb                           | Qualifikation        | Qualifikation | Final         | Final         | Ringe | Rang |
| Athleten         | Wettbewerb                           | Ringe                | Rang          | Ringe         | Rang          | Ringe | Rang |
| ---------------- | ------------------------------------ | -------------------- | ------------- | ------------- | ------------- | ----- | ---- |
| Frauen           |                                      |                      |               |               |               |       |      |
| Heidi Diethelm   | Luftpistole 10 m                     | 375                  | 32            | ausgeschieden | ausgeschieden | 375   | 32   |
| Heidi Diethelm   | Luftpistole 25 m                     | 575                  | 29            | ausgeschieden | ausgeschieden | 575   | 29   |
| Annik Marguet    | Luftgewehr 10 m                      | 392                  | 38            | ausgeschieden | ausgeschieden | 392   | 38   |
| Annik Marguet    | Kleinkaliber Dreistellungskampf 50 m | 570                  | 40            | ausgeschieden | ausgeschieden | 570   | 40   |
| Männer           |                                      |                      |               |               |               |       |      |
| Simon Beyeler    | Luftgewehr 10 m                      | 588                  | 39            | ausgeschieden | ausgeschieden | 588   | 39   |
| Simon Beyeler    | Kleinkaliber Dreistellungskampf 50 m | 1164                 | 19            | ausgeschieden | ausgeschieden | 1164  | 19   |
| Marcel Bürge     | Kleinkaliber Dreistellungskampf 50 m | 1168 (Stechen: 45,9) | 11            | ausgeschieden | ausgeschieden | 1213  | 11   |
| Marcel Bürge     | Kleinkaliber liegend 50 m            | 594                  | 14            | ausgeschieden | ausgeschieden | 594   | 14   |
| Pascal Loretan   | Luftgewehr 10 m                      | 589                  | 37            | ausgeschieden | ausgeschieden | 589   | 37   |
| Pascal Loretan   | Kleinkaliber liegend 50 m            | 591                  | 31            | ausgeschieden | ausgeschieden | 591   | 31   |
| Fabio Ramella    | Skeet                                | 109                  | 34            | ausgeschieden | ausgeschieden | 109   | 34   |
| Patrick Scheuber | Luftpistole 10 m                     | 569                  | 32            | ausgeschieden | ausgeschieden | 569   | 32   |

### Schwimmen
| Athleten           | Wettbewerb          | Vorlauf     | Vorlauf | Halbfinal     | Halbfinal     | Final         | Final         | Rang |
| Athleten           | Wettbewerb          | Zeit        | Rang    | Zeit          | Rang          | Zeit          | Rang          | Rang |
| ------------------ | ------------------- | ----------- | ------- | ------------- | ------------- | ------------- | ------------- | ---- |
| Frauen             |                     |             |         |               |               |               |               |      |
| Martina van Berkel | 200 m Delfin        | 2:12,25 min | 25      | ausgeschieden | ausgeschieden | ausgeschieden | ausgeschieden | 25   |
| Swann Oberson      | Freiwasserschwimmen | -           | -       | -             | -             | 2:01:38,0 h   | 19            | 19   |
| Danielle Villars   | 100 m Delfin        | 59,42 s     | 26      | ausgeschieden | ausgeschieden | ausgeschieden | ausgeschieden | 26   |
| Danielle Villars   | 200 m Delfin        | 2:03,55 min | 31      | ausgeschieden | ausgeschieden | ausgeschieden | ausgeschieden | 31   |
| Männer             |                     |             |         |               |               |               |               |      |
| David Karasek      | 200 m Lagen         | 2:01,35 min | 28      | ausgeschieden | ausgeschieden | ausgeschieden | ausgeschieden | 28   |
| Yannick Käser      | 200 m Brust         | 2:13,49 min | 24      | ausgeschieden | ausgeschieden | ausgeschieden | ausgeschieden | 24   |
| Alexandre Liess    | 200 m Delfin        | 2:00,13 min | 33      | ausgeschieden | ausgeschieden | ausgeschieden | ausgeschieden | 33   |
| Dominik Meichtry   | 100 m Freistil      | 49,95 s     | 29      | ausgeschieden | ausgeschieden | ausgeschieden | ausgeschieden | 29   |
| Dominik Meichtry   | 200 m Freistil      | 1:47,97 min | 16      | 1:48,24 min   | 15            | ausgeschieden | ausgeschieden | 15   |
| Dominik Meichtry   | 400 m Freistil      | 3:51,34 min | 19      | ausgeschieden | ausgeschieden | ausgeschieden | ausgeschieden | 19   |
| Dominik Meichtry   | 100 m Delfin        | 53,40 s     | 33      | ausgeschieden | ausgeschieden | ausgeschieden | ausgeschieden | 33   |

### Segeln
Fleet Race
| Athleten                         | Wettbewerb      | Qualifikation | Qualifikation | Medal Race    | Medal Race    | Punkte | Rang |
| Athleten                         | Wettbewerb      | Punkte        | Rang          | Punkte        | Rang          | Punkte | Rang |
| -------------------------------- | --------------- | ------------- | ------------- | ------------- | ------------- | ------ | ---- |
| Frauen                           |                 |               |               |               |               |        |      |
| Nathalie Brugger                 | Laser Radial    | 177           | 14            | ausgeschieden | ausgeschieden | 177    | 14   |
| Männer                           |                 |               |               |               |               |        |      |
| Yannick Brauchli Romuald Hausser | 470er           | 142           | 16            | ausgeschieden | ausgeschieden | 142    | 16   |
| Flavio Marazzi Enrico De Maria   | Starboot        | 118           | 13            | ausgeschieden | ausgeschieden | 118    | 13   |
| Richard Stauffacher              | Windsurfen RS:X | 113           | 10            | 7             | 7             | 120    | 10   |

### Synchronschwimmen
| Athletinnen                  | Wettbewerb | Qualifikation     | Qualifikation     | Qualifikation  | Qualifikation  | Qualifikation | Qualifikation | Final          | Final          | Final            | Final            |
| Athletinnen                  | Wettbewerb | Technische Kür TK | Technische Kür TK | Freie Kür FK-Q | Freie Kür FK-Q | Gesamt        | Gesamt        | Freie Kür FK-F | Freie Kür FK-F | Gesamt TK + FK-F | Gesamt TK + FK-F |
| Athletinnen                  | Wettbewerb | Punkte            | Rang              | Punkte         | Rang           | Punkte        | Rang          | Punkte         | Rang           | Punkte           | Rang             |
| ---------------------------- | ---------- | ----------------- | ----------------- | -------------- | -------------- | ------------- | ------------- | -------------- | -------------- | ---------------- | ---------------- |
| Frauen                       |            |                   |                   |                |                |               |               |                |                |                  |                  |
| Pamela Fischer Anja Nyffeler | Duett      | 81,200            | 20                | 82,120         | 19             | 163,320       | 20            | ausgeschieden  | ausgeschieden  | ausgeschieden    | 20               |

### Tennis
| Athleten                         | Bewerb | 1. Runde               | 1. Runde       | 2. Runde                 | 2. Runde       | Achtelfinal   | Achtelfinal   | Viertelfinal  | Viertelfinal  | Halbfinal             | Halbfinal        | Final         | Final         | Final         |               |
| Athleten                         | Bewerb | Gegner                 | Ergebnis       | Gegner                   | Ergebnis       | Gegner        | Ergebnis      | Gegner        | Ergebnis      | Gegner                | Ergebnis         | Gegner        | Ergebnis      | Rang          |               |
| -------------------------------- | ------ | ---------------------- | -------------- | ------------------------ | -------------- | ------------- | ------------- | ------------- | ------------- | --------------------- | ---------------- | ------------- | ------------- | ------------- | ------------- |
| Männer                           |        |                        |                |                          |                |               |               |               |               |                       |                  |               |               |               |               |
| Roger Federer                    | Einzel | Alejandro Falla        | 6:3, 5:7, 6:3  | Julien Benneteau         | 6:2, 6:2       | Denis Istomin | 7:5, 6:3      | John Isner    | 6:4, 7:65     | Juan Martín del Potro | 3:6, 7:65, 19:17 | Andy Murray   | 1:6, 2:6, 4:6 | Silber        |               |
| Stanislas Wawrinka               | Einzel | Andy Murray            | 3:6, 3:6       | ausgeschieden            | ausgeschieden  | ausgeschieden | ausgeschieden | ausgeschieden | ausgeschieden | ausgeschieden         | ausgeschieden    | ausgeschieden | ausgeschieden | ausgeschieden | ausgeschieden |
| Roger Federer Stanislas Wawrinka | Doppel | Kei Nishikori Gō Soeda | 6:75, 6:4, 6:4 | Jonathan Erlich Andy Ram | 6:1, 6:75, 3:6 | ausgeschieden | ausgeschieden | ausgeschieden | ausgeschieden | ausgeschieden         | ausgeschieden    | ausgeschieden | ausgeschieden | ausgeschieden | ausgeschieden |

### Triathlon
| Athleten      | Wettbewerb | Zeit      | Rang |
| ------------- | ---------- | --------- | ---- |
| Frauen        |            |           |      |
| Daniela Ryf   | Einzel     | 2:06:37 h | 40   |
| Nicola Spirig | Einzel     | 1:59:48 h | Gold |
| Männer        |            |           |      |
| Sven Riederer | Einzel     | 1:47:46 h | 8    |
| Ruedi Wild    | Einzel     | 1:51:10 h | 39   |

### Turnen

#### Geräteturnen
| Athleten           | Wettbewerb       | Qualifikation | Qualifikation | Final  | Final | Rang |
| Athleten           | Wettbewerb       | Punkte        | Rang          | Punkte | Rang  | Rang |
| ------------------ | ---------------- | ------------- | ------------- | ------ | ----- | ---- |
| Frauen             |                  |               |               |        |       |      |
| Giulia Steingruber | Mehrkampf Einzel | 54,715        | 23            | 56,148 | 14    | 14   |
| Männer             |                  |               |               |        |       |      |
| Claudio Capelli    | Mehrkampf Einzel | 87,598        | 19            | 87,314 | 17    | 17   |